# Xabier Fortes
Javier Fortes López (Pontevedra, 7 de febrero de 1966), conocido como Xabier Fortes, es un periodista y presentador de televisión español, que trabaja en RTVE. Actualmente es el director y presentador del programa La noche en 24 horas.

## Trayectoria
Es licenciado en ciencias de la Información por la Universidad Complutense de Madrid. En 1988 realizó sus primeros trabajos periodísticos en Radio Nacional de España, en Vigo. En 1990 se incorporó a Televisión Española en Galicia, primero a la delegación de Pontevedra y desde 1998 a la delegación de Santiago de Compostela, donde empezó a trabajar como editor y presentador de informativos territoriales. Fortes presentó y dirigió todos los debates, espacios de entrevistas y programas especiales relacionados con las distintas convocatorias electorales gallegas. En 2007 fue nombrado director del Centro Territorial de Televisión Española en Galicia.
En 2011 fue nombrado director y presentador de La noche en 24 horas, el informativo nocturno del canal 24 horas. El 4 de agosto de 2012, anunció a través de su cuenta de Twitter que no continuaría con el programa, mismo día de la destitución de Ana Pastor como presentadora del programa Los desayunos de TVE.
En enero de 2013 fue designado para formar parte del Consejo de Informativos de TVE.
Fortes ha dirigido asimismo doce documentales de temática variada, algunos de carácter deportivo (Os anos do Hai que Roelo) y otros de corte social y divulgativo, como por ejemplo la serie de cuatro episodios As Illas do Sur (una expedición científico-histórica por las islas de las rías Bajas). Su último documental hasta el momento, Galicia no espello do tempo, es un repaso a las últimas cuatro décadas de la historia de Galicia.
Desde septiembre de 2018 hasta julio de 2020 dirigió y presentó Los desayunos de TVE, en sustitución de Sergio Martín que fue, precisamente, quien le sustituyó al frente de La noche en 24 horas en 2012.
Desde septiembre de 2020, vuelve a presentar La noche en 24 horas en sustitución de Marc Sala.  
En julio de 2023 presentó el debate electoral en RTVE en el marco de las elecciones generales de España de 2023.

## Vida personal
Es hijo del escritor y militar Xosé Fortes Bouzán, cofundador de la Unión Militar Democrática (UMD) en 1974, y hermano de la escritora Susana Fortes y del escritor Alberto Fortes. Está casado con Mª Carmen Iglesias Francisco y es padre de tres hijos.